# Yúliya Liovochkina
Yúliya Liovochkina –en ruso, Юлия Лёвочкина– (Krasnoyarsk, URSS, 29 de marzo de 1990) es una deportista rusa que compitió en escalada, especialista en la prueba de velocidad.
Ganó una medalla de oro en el Campeonato Mundial de Escalada de 2012 y una medalla de bronce en el Campeonato Europeo de Escalada de 2013.

## Palmarés internacional
| Campeonato Mundial | Campeonato Mundial | Campeonato Mundial | Campeonato Mundial |
| Año                | Lugar              | Medalla            | Prueba             |
| ------------------ | ------------------ | ------------------ | ------------------ |
| 2012               | París (Francia)    | Medalla de oro     | Velocidad          |
| Campeonato Europeo |                    |                    |                    |
| Año                | Lugar              | Medalla            | Prueba             |
| 2013               | Chamonix (Francia) | Medalla de bronce  | Velocidad          |